# Salmo macedonicus
Salmo macedonicus és una espècie de peix de la família dels salmònids i de l'ordre dels salmoniformes. Va ser descrit per S. Karaman el 1924.

## Hàbitat
Viu en zones d'aigua dolça temperada (42°N-40°N, 22°E-23°E).

## Distribució geogràfica
Es troba a Europa: Grècia i Macedònia del Nord.